# Torsångs distrikt
Torsångs distrikt är ett distrikt i Borlänge kommun och Dalarnas län. Distriktet ligger omkring Torsång i södra Dalarna.

## Tidigare administrativ tillhörighet
Distriktet inrättades 2016 och utgörs av Torsångs socken i Borlänge kommun.
Området motsvarar den omfattning Torsångs församling hade vid årsskiftet 1999/2000.

## Tätorter och småorter
I Torsångs distrikt finns två tätorter och fyra småorter.

### Tätorter
- Ornäs (del av)
- Torsång (del av)

### Småorter
- Kyna
- Sunnanö
- Trollarudden
- Trumsveden (del av)